# Crematogaster
Crematogaster — рід мурах підродини мирміцин (Myrmicinae).

## Поширення
Представники роду поширені на всіх материках, крім Антарктиди. Відсутні у гірських регіонах, арктичному і антарктичному поясах, та деяких островах (Нова Зеландія, Фіджі тощо). Найрізноманітніший рід у тропічних та субтропічних регіонах. У помірних широтах невелика видова різноманітність. В Україні трапляється два види: Crematogaster schmidti та Crematogaster subdentata.

## Опис
Представники роду вирізняються характерним серцеподібним черевцем. У захисній позі піднімають черевце вертикально або заводять за спину, нагадуючи дрібних скорпіонів. Стебельце між задньогрудкою і черевцем двочленистий: петіоль + постпетіоль. Петіоль прикріплюється у верхній частині першого тергіта черевця. Вусики 11-членисті (12 у самців) з 2-х або 3-членистою булавою.
Мурашники будують під корою дерев, в гілках, під мохом. У гнізді може бути до 40 королев. Хижаки, полюють на комах та інших дрібних безхребетних. Здобич оглушують кислотою, а потім вбивають.

## Види
Рід містить, за різними оцінками, 420—460 видів. Детальніше: Список видів мурах роду Crematogaster